# دولت اوده
ایالت، خان‌نشین، سلطنت یا دولت اوده، یک صوبه گورکانی بود، سپس یک دولت مستقل، و در نهایت یک ایالت شاهزاده در منطقه اوده در شمال هند تا زمان الحاق آن به بریتانیا در سال ۱۸۵۶ بود.
پایتخت عوض در فیض‌آباد بود، اما کارگزاران سیاسی شرکت، که رسماً به عنوان «ساکنان» شناخته می‌شدند، مقر خود را در لکنو داشتند. یک سفارت امپراتوری مراتا در دربار عوض، به رهبری وکیل پیشوا، تا زمان جنگ دوم انگلیس و ماراتا، به همان اندازه وجود داشت. نواب اوده، یکی از ثروتمندترین شاهزادگان، به عنوان بخشی از یک برنامه گسترده‌تر از پیشرفت‌های مدنی، هزینه اقامت در لکنو را برپا کرد.